# 邵聰
邵聰，南直隸揚州府泰州人，明朝政治人物、進士出身。

## 生平
永樂九年，登進士。后選為翰林院庶吉士，編撰永樂大典。